# Betty Gofman
Betty Gofman (São Paulo, 1965. június 3. –) oroszországi zsidó származású brazil színész és televíziós színész. Szerepel filmekben, színdarabokban és szappanoperákban is. Nővére a szintén színésznő Rosane (Roxanne) Gofman.